# 모닝와이드
《모닝와이드》(MORNING WIDE)는 SBS TV에서 매주 월요일부터 토요일 오전 6시에 방송 중인 아침 종합 뉴스·아침 정보 프로그램이다.

## 프로그램 소개
당신의 아침이 바뀝니다.
이제껏 볼 수 없었던 차별화된, 생동감 넘치는, 스타일리시한 신개념 시사 정보 프로그램
모닝와이드가 당신의 아침을 열어드립니다.

## 역사
1991년 12월 10일 SBS의 개국과 함께 《출발! 서울의 아침》으로 신설되었다. 당시 방송은 아침 뉴스와 생활 정보를 결합한 형식으로 진행되었으며, 월요일부터 토요일까지 방송되었다. 1994년 1월 31일부터 토요일 방송분이 《좋은 아침입니다》로 변경되었고 1994년 7월 11일 방송분이 《아침은 아름답다!》로 신설되었다. 이후 1994년 10월 24일부터 평일 방송분은 《생방송 출발 새아침》으로 변경되었고, 1995년 2월 6일부터 주말 방송분도 평일과 같은 타이틀로 통일되었으며, 1995년 4월 17일부터 《출발! 모닝와이드》로 변경되었다. 이후 2001년 2월 5일부터 《생방송 모닝와이드》로 변경되었다가 2007년 6월 18일부터 《출발! 모닝와이드》로 다시 환원되었고 2012년 10월 29일부터 현재의 《SBS 모닝와이드》로 변경되었다.
2002년 11월 10일 일요일 편성이 아침 시사 정보 프로그램으로 개편되었으며, 2004년 10월 11일부터 평일 1, 2부가 아침 종합뉴스로 변경되었다. 이어서 2005년 4월 24일 봄 개편에서는 일요일 편성이 폐지되었고, 2007년 5월 6일부터 《굿모닝 세상은 지금》으로 대체되었다.
2011년 3월 21일 봄 개편을 통해 토요일 1, 2부가 아침 종합뉴스로 개편되었으며, 2014년 7월 21일 여름 개편에서는 평일 및 토요일 1, 2부가 아침 뉴스로 환원되었다. 평일 3부는 1, 2부와 통합되었고, 토요일 3부는 유지되면서 《오감만족 토요일》이라는 부제목을 추가하였다.
2014년 10월 13일 가을 개편에서는 평일 1부가 아침 종합뉴스로 환원되었고, 평일 3부도 재신설되었다. 이후 2015년 1월 5일 새해 개편을 통해 평일 2부와 토요일 1, 2부 역시 아침 종합뉴스로 환원되었다.
2015년 12월 5일 토요일 3부가 폐지되면서, 2015년 12월 12일부터 《SBS 뉴스토리》로 대체되었으며, 2017년 2월 11일부터 토요일 방송 분량이 1시간 10분(1부: 25분, 2부: 45분)으로 단축되었다.
이러한 변화의 영향으로 2012년 12월 31일까지 NEXT 영상에서 사용되는 배경 음악이 1, 2부는 '보도 프로그램 전용 배경 음악', 3부는 '교양 프로그램 전용 배경 음악'으로 각기 다른 음악이 삽입되었다.

## 방송 시간
- 현재 방송 시간 중 평일은 2021년 10월 4일부터 기준으로 하고 토요일은 2024년 4월 20일부터 기준으로 한다.
- 명절에는 오전 7시부터 2부로 시작한다.

### 출발! 서울의 아침

#### 월요일 ~ 토요일
| 방송 채널 | 방송 기간                           | 방송 요일 | 방송 시간 | 방송 분량  |
| SBS TV    |                                     |           | |            |
| --------- | ----------------------------------- | --------- | --- | ---------- |
| SBS TV    | 1991년 12월 16일 ~ 1992년 11월 29일 | 월~토     | 1부 : 아침 6:30 ~ 7:00 2부 : 아침 7:00 ~ 7:30 3부 : 아침 7:30 ~ 8:00 4부 : 아침 8:00 ~ 8:35                                                                             | 2시간 35분 |
| SBS TV    | 1992년 11월 30일 ~ 1993년 4월 25일  | 월~토     | 1부 : 아침 6:30 ~ 7:00 2부 : 아침 7:00 ~ 7:30 3부 : 아침 7:30 ~ 8:20 | 2시간 20분 |
| SBS TV    | 1993년 4월 26일 ~ 1994년 1월 30일   | 월~토     | 1부 : 아침 6:00 ~ 6:30 2부 : 아침 6:30 ~ 7:00 3부 : 아침 7:00 ~ 7:40 4부 : 아침 7:40 ~ 8:15                                                                             | 2시간 15분 |
| SBS TV    | 1994년 1월 31일 ~ 1994년 10월 23일  | 월~토     | 1부 : 아침 6:00 ~ 6:30 (새벽을 달린다) 2부 : 아침 6:30 ~ 7:00 (새벽을 달린다) 3부 : 아침 7:00 ~ 7:40 (좋은 아침 기쁜 정보) 4부 : 아침 7:40 ~ 8:15 (좋은 아침 기쁜 정보) | 2시간 15분 |

#### 특집 편성
| 방송 채널 | 방송 기간                          | 방송 시간                                                                                   | 방송 분량  |
| SBS TV    |                                    |                                                                                             |            |
| --------- | ---------------------------------- | ------------------------------------------------------------------------------------------- | ---------- |
| SBS TV    | 1991년 12월 9일 ~ 1991년 12월 15일 | 1부 : 아침 6:10 ~ 7:00 2부 : 아침 7:00 ~ 7:30 3부 : 아침 7:30 ~ 8:00 4부 : 아침 8:00 ~ 8:35 | 2시간 35분 |

### 좋은 아침입니다
| 방송 채널 | 방송 기간                          | 방송 시간                                                                                   | 방송 분량  |
| SBS TV    |                                    |                                                                                             |            |
| --------- | ---------------------------------- | ------------------------------------------------------------------------------------------- | ---------- |
| SBS TV    | 1994년 1월 31일 ~ 1994년 10월 23일 | 1부 : 아침 6:00 ~ 6:30 2부 : 아침 6:30 ~ 7:00 3부 : 아침 7:00 ~ 7:40 4부 : 아침 7:40 ~ 8:15 | 2시간 15분 |
| SBS TV    | 1994년 10월 24일 ~ 1995년 2월 5일  | 1부 : 아침 6:00 ~ 6:25 2부 : 아침 6:25 ~ 7:00 3부 : 아침 7:00 ~ 7:30 4부 : 아침 7:30 ~ 8:10 | 2시간 10분 |

### 아침은 아름답다!
| 방송 채널 | 방송 기간                          | 방송 시간                                                            | 방송 분량  |
| SBS TV    |                                    |                                                                      |            |
| --------- | ---------------------------------- | -------------------------------------------------------------------- | ---------- |
| SBS TV    | 1994년 1월 31일 ~ 1994년 10월 23일 | 1부 : 아침 6:45 ~ 7:15 2부 : 아침 7:15 ~ 7:45 3부 : 아침 7:45 ~ 8:30 | 1시간 45분 |
| SBS TV    | 1994년 10월 24일 ~ 1995년 2월 5일  | 1부 : 아침 7:00 ~ 7:30 2부 : 아침 7:30 ~ 8:00 3부 : 아침 8:00 ~ 8:30 | 1시간 30분 |

### 생방송 출발 새아침

#### 평일
| 방송 채널 | 방송 기간                          | 방송 시간                                                            | 방송 분량  |
| SBS TV    |                                    |                                                                      |            |
| --------- | ---------------------------------- | -------------------------------------------------------------------- | ---------- |
| SBS TV    | 1994년 10월 24일 ~ 1995년 4월 14일 | 1부 : 아침 6:00 ~ 6:25 2부 : 아침 6:25 ~ 7:00 3부 : 아침 7:00 ~ 7:55 | 1시간 55분 |

#### 주말
| 방송 채널 | 방송 기간                          | 방송 요일 | 방송 시간                                                                                   | 방송 분량  |
| SBS TV    |                                    |           |                                                                                             |            |
| --------- | ---------------------------------- | --------- | ------------------------------------------------------------------------------------------- | ---------- |
| SBS TV    | 1994년 10월 29일 ~ 1995년 4월 15일 | 토요특집  | 1부 : 아침 6:00 ~ 6:25 2부 : 아침 6:25 ~ 7:00 3부 : 아침 7:00 ~ 7:30 4부 : 아침 7:30 ~ 8:10 | 2시간 10분 |
| SBS TV    | 1994년 10월 30일 ~ 1995년 4월 16일 | 일요특집  | 1부 : 아침 7:00 ~ 7:30 2부 : 아침 7:30 ~ 8:00 3부 : 아침 8:00 ~ 8:30                        | 1시간 30분 |

### 모닝와이드

#### 평일
| 방송 채널 | 방송 기간                          | 방송 시간                                                                                   | 방송 분량  |
| SBS TV    |                                    |                                                                                             |            |
| --------- | ---------------------------------- | ------------------------------------------------------------------------------------------- | ---------- |
| SBS TV    | 1995년 4월 17일 ~ 1995년 5월 12일  | 1부 : 아침 6:00 ~ 6:30 2부 : 아침 6:30 ~ 7:00 3부 : 아침 7:00 ~ 7:40 4부 : 아침 7:40 ~ 8:10 | 2시간 10분 |
| SBS TV    | 1995년 5월 15일 ~ 1996년 2월 2일   | 1부 : 아침 6:00 ~ 6:25 2부 : 아침 6:25 ~ 7:30 3부 : 아침 7:30 ~ 8:10                        | 2시간 10분 |
| SBS TV    | 1996년 2월 5일 ~ 1997년 2월 28일   | 1부 : 아침 6:00 ~ 6:30 2부 : 아침 6:30 ~ 7:25 3부 : 아침 7:25 ~ 8:10                        | 2시간 10분 |
| SBS TV    | 1997년 3월 3일 ~ 1997년 5월 17일   | 1부 : 아침 6:00 ~ 6:30 2부 : 아침 6:30 ~ 7:25 3부 : 아침 7:25 ~ 8:05                        | 2시간 5분  |
| SBS TV    | 1997년 5월 19일 ~ 1997년 6월 27일  | 1부 : 아침 6:00 ~ 6:30 2부 : 아침 6:30 ~ 7:20 3부 : 아침 7:20 ~ 8:00                        | 2시간      |
| SBS TV    | 1997년 6월 30일 ~ 1997년 10월 24일 | 1부 : 아침 6:00 ~ 6:30 2부 : 아침 6:30 ~ 7:20 3부 : 아침 7:20 ~ 8:05                        | 2시간 5분  |
| SBS TV    | 1997년 10월 27일 ~ 1998년 1월 2일  | 1부 : 아침 6:00 ~ 6:30 2부 : 아침 6:30 ~ 7:30 3부 : 아침 7:30 ~ 8:10                        | 2시간 10분 |
| SBS TV    | 1998년 1월 5일 ~ 1998년 2월 27일   | 1부 : 아침 6:00 ~ 6:30 2부 : 아침 6:30 ~ 7:20 3부 : 아침 7:20 ~ 8:00                        | 2시간      |
| SBS TV    | 1998년 3월 2일 ~ 2000년 7월 18일   | 1부 : 아침 6:00 ~ 6:30 2부 : 아침 6:30 ~ 7:30 3부 : 아침 7:30 ~ 8:30                        | 2시간 30분 |
| SBS TV    | 2000년 7월 19일 ~ 2000년 12월 29일 | 1부 : 아침 5:55 ~ 6:30 2부 : 아침 6:30 ~ 7:30 3부 : 아침 7:30 ~ 8:30                        | 2시간 35분 |
| SBS TV    | 2001년 1월 1일 ~ 2014년 7월 18일   | 1부 : 아침 6:00 ~ 6:30 2부 : 아침 6:30 ~ 7:30 3부 : 아침 7:30 ~ 8:30                        | 2시간 30분 |
| SBS TV    | 2014년 7월 21일 ~ 2014년 10월 10일 | 1부 : 아침 6:00 ~ 7:00 2부 : 아침 7:00 ~ 8:30                                               | 2시간 30분 |
| SBS TV    | 2014년 10월 13일 ~ 2015년 9월 25일 | 1부 : 아침 6:00 ~ 6:30 2부 : 아침 6:30 ~ 7:30 3부 : 아침 7:30 ~ 8:30                        | 2시간 30분 |
| SBS TV    | 2015년 9월 28일 ~ 2018년 5월 18일  | 1부 : 아침 6:00 ~ 6:25 2부 : 아침 6:25 ~ 7:30 3부 : 아침 7:30 ~ 8:30                        | 2시간 30분 |
| SBS TV    | 2018년 5월 21일 ~ 2018년 6월 8일   | 1부 : 아침 6:00 ~ 6:30 2부 : 아침 6:30 ~ 7:30 3부 : 아침 7:30 ~ 8:30                        | 2시간 30분 |
| SBS TV    | 2018년 6월 11일 ~ 2019년 5월 17일  | 1부 : 아침 6:00 ~ 6:30 2부 : 아침 6:30 ~ 7:40 3부 : 아침 7:40 ~ 8:40                        | 2시간 40분 |
| SBS TV    | 2019년 5월 20일 ~ 2021년 10월 1일  | 1부 : 아침 6:00 ~ 6:25 2부 : 아침 6:25 ~ 7:35 3부 : 아침 7:35 ~ 8:35                        | 2시간 35분 |
| SBS TV    | 2021년 10월 4일 ~ 현재             | 1부 : 아침 6:00 ~ 6:25 2부 : 아침 6:25 ~ 7:40 3부 : 아침 7:40 ~ 8:40                        | 2시간 40분 |

#### 주말
| 방송 채널 | 방송 기간                          | 방송 요일 | 방송 시간                                                                                   | 방송 분량  |
| SBS TV    |                                    |           |                                                                                             |            |
| --------- | ---------------------------------- | --------- | ------------------------------------------------------------------------------------------- | ---------- |
| SBS TV    | 1995년 4월 22일 ~ 1995년 5월 13일  | 토요특집  | 1부 : 아침 6:00 ~ 6:30 2부 : 아침 6:30 ~ 7:00 3부 : 아침 7:00 ~ 7:40 4부 : 아침 7:40 ~ 8:10 | 2시간 10분 |
| SBS TV    | 1995년 4월 23일 ~ 1995년 10월 22일 | 일요특집  | 1부 : 아침 7:00 ~ 7:30 2부 : 아침 7:30 ~ 8:00 3부 : 아침 8:00 ~ 8:30                        | 2시간 30분 |
| SBS TV    | 1995년 5월 23일 ~ 1996년 10월 13일 | 토요특집  | 1부 : 아침 6:00 ~ 6:25 2부 : 아침 6:25 ~ 7:30 3부 : 아침 7:30 ~ 8:10                        | 2시간 10분 |
| SBS TV    | 1995년 10월 29일 ~ 1996년 3월 2일  | 일요특집  | 1부 : 아침 7:00 ~ 7:30 2부 : 아침 7:30 ~ 8:00 3부 : 아침 8:00 ~ 9:00                        | 2시간      |
| SBS TV    | 1996년 2월 10일 ~ 1996년 10월 12일 | 토요특집  | 1부 : 아침 6:00 ~ 6:30 2부 : 아침 6:30 ~ 7:25 3부 : 아침 7:25 ~ 8:10                        | 2시간 10분 |
| SBS TV    | 1996년 3월 10일 ~ 1996년 5월 26일  | 일요특집  | 1부 : 아침 7:00 ~ 7:30 2부 : 아침 7:30 ~ 8:00 3부 : 아침 8:00 ~ 8:30 4부 : 아침 8:30 ~ 9:00 | 2시간      |
| SBS TV    | 1996년 6월 2일 ~ 1996년 10월 13일  | 일요특집  | 1부 : 아침 7:00 ~ 7:30 2부 : 아침 7:30 ~ 8:00 3부 : 아침 8:00 ~ 8:50                        | 1시간 50분 |
| SBS TV    | 1996년 10월 19일 ~ 1997년 5월 17일 | 토요특집  | 1부 : 아침 7:00 ~ 7:25 2부 : 아침 7:25 ~ 8:10 3부 : 아침 8:10 ~ 8:40                        | 1시간 40분 |
| SBS TV    | 1996년 10월 20일 ~ 1996년 11월 8일 | 일요특집  | 1부 : 아침 7:00 ~ 7:30 2부 : 아침 7:30 ~ 8:00 3부 : 아침 8:00 ~ 9:00                        | 2시간      |
| SBS TV    | 1996년 11월 15일 ~ 1997년 5월 18일 | 일요특집  | 1부 : 아침 6:40 ~ 7:10 2부 : 아침 7:10 ~ 7:40 3부 : 아침 7:40 ~ 8:40                        | 2시간      |
| SBS TV    | 1997년 5월 24일 ~ 1997년 6월 28일  | 토요특집  | 1부 : 아침 6:40 ~ 7:20 2부 : 아침 7:20 ~ 8:00 3부 : 아침 8:00 ~ 8:30                        | 1시간 50분 |
| SBS TV    | 1997년 5월 25일 ~ 1998년 1월 4일   | 일요특집  | 1부 : 아침 6:40 ~ 7:20 2부 : 아침 7:20 ~ 8:00 3부 : 아침 8:00 ~ 8:55                        | 2시간 15분 |
| SBS TV    | 1997년 7월 5일 ~ 1997년 10월 17일  | 토요특집  | 1부 : 아침 6:40 ~ 7:20 2부 : 아침 7:20 ~ 8:00 3부 : 아침 8:05 ~ 8:35                        | 1시간 55분 |
| SBS TV    | 1997년 10월 25일 ~ 1998년 1월 3일  | 토요특집  | 1부 : 아침 6:40 ~ 7:20 2부 : 아침 7:20 ~ 8:00 3부 : 아침 8:00 ~ 8:35                        | 1시간 55분 |
| SBS TV    | 1998년 1월 10일 ~ 1998년 2월 28일  | 토요특집  | 1부 : 아침 6:00 ~ 6:30 2부 : 아침 6:30 ~ 7:20 3부 : 아침 7:20 ~ 8:10                        | 2시간 10분 |
| SBS TV    | 1998년 1월 11일 ~ 1998년 3월 1일   | 일요특집  | 1부 : 아침 7:10 ~ 8:00 2부 : 아침 8:00 ~ 8:55                                               | 1시간 55분 |
| SBS TV    | 1998년 3월 7일 ~ 2000년 7월 16일   | 토요특집  | 1부 : 아침 6:00 ~ 6:30 2부 : 아침 6:30 ~ 7:30 3부 : 아침 7:30 ~ 8:30                        | 2시간 30분 |
| SBS TV    | 1998년 3월 8일 ~ 1999년 4월 4일    | 일요특집  | 1부 : 아침 6:00 ~ 6:40 2부 : 아침 6:40 ~ 7:20 3부 : 아침 7:20 ~ 8:05                        | 2시간 5분  |
| SBS TV    | 1999년 4월 11일 ~ 1999년 10월 17일 | 일요특집  | 1부 : 아침 6:00 ~ 6:40 2부 : 아침 6:40 ~ 7:10 3부 : 아침 7:10 ~ 8:00                        | 2시간      |
| SBS TV    | 1999년 10월 24일 ~ 2000년 1월 2일  | 일요특집  | 1부 : 아침 6:30 ~ 7:10 2부 : 아침 7:10 ~ 8:00                                               | 1시간 30분 |
| SBS TV    | 2000년 1월 9일 ~ 2000년 7월 16일   | 일요특집  | 1부 : 아침 6:00 ~ 6:30 2부 : 아침 6:30 ~ 7:10 3부 : 아침 7:10 ~ 8:00                        | 2시간      |
| SBS TV    | 2000년 7월 16일 ~ 2000년 12월 30일 | 토요특집  | 1부 : 아침 5:55 ~ 6:30 2부 : 아침 6:30 ~ 7:30 3부 : 아침 7:30 ~ 8:30                        | 2시간 35분 |
| SBS TV    | 2000년 7월 23일 ~ 2000년 12월 31일 | 일요특집  | 1부 : 아침 5:55 ~ 6:30 2부 : 아침 6:30 ~ 7:10 3부 : 아침 7:10 ~ 8:00                        | 2시간 5분  |
| SBS TV    | 2001년 1월 6일 ~ 2001년 2월 3일    | 토요특집  | 1부 : 아침 6:00 ~ 6:30 2부 : 아침 6:30 ~ 7:30 3부 : 아침 7:30 ~ 8:30                        | 2시간 30분 |
| SBS TV    | 2001년 1월 7일 ~ 2001년 2월 4일    | 일요특집  | 1부 : 아침 6:00 ~ 6:30 2부 : 아침 6:30 ~ 7:10 3부 : 아침 7:10 ~ 8:00                        | 2시간      |
| SBS TV    | 2001년 2월 10일 ~ 2015년 9월 26일  | 토요특집  | 1부 : 아침 6:00 ~ 6:30 2부 : 아침 6:30 ~ 7:40 3부 : 아침 7:40 ~ 8:45                        | 2시간 45분 |
| SBS TV    | 2002년 11월 3일 ~ 2017년 2월 5일   | 일요특집  | 1부 : 아침 6:00 ~ 6:30 2부 : 아침 6:30 ~ 7:40                                               | 1시간 40분 |
| SBS TV    | 2015년 10월 3일 ~ 2015년 12월 5일  | 토요특집  | 1부 : 아침 6:00 ~ 6:25 2부 : 아침 6:25 ~ 7:40 3부 : 아침 7:40 ~ 8:45                        | 2시간 45분 |
| SBS TV    | 2015년 12월 12일 ~ 2017년 2월 4일  | 토요특집  | 1부 : 아침 6:00 ~ 6:25 2부 : 아침 6:25 ~ 7:40                                               | 1시간 40분 |
| SBS TV    | 2017년 2월 11일 ~ 2018년 5월 20일  | 주말      | 1부 : 아침 6:00 ~ 6:25 2부 : 아침 6:25 ~ 7:10                                               | 1시간 10분 |
| SBS TV    | 2018년 5월 26일 ~ 2019년 8월 4일   | 주말      | 1부 : 아침 6:00 ~ 6:30 2부 : 아침 6:30 ~ 7:10                                               | 1시간 10분 |
| SBS TV    | 2019년 8월 10일 ~ 2024년 4월 14일  | 주말      | 1부 : 아침 6:00 ~ 6:30 2부 : 아침 6:30 ~ 7:15                                               | 1시간 15분 |
| SBS TV    | 2024년 4월 20일 ~ 현재             | 주말      | 1부 : 아침 6:00 ~ 6:30 2부 : 아침 6:30 ~ 7:10                                               |            |

## 앵커, MC

3부

- 현재 평일 1, 2부 앵커는 2025년 7월 21일부터 기준으로 하고 토요일 1, 2부 앵커는 남성은 2025년 7월 26일부터, 여성은 2025년 4월 26일부터 기준으로 한다.
- 현재 평일 3부 MC는 남성은 2019년 11월 4일부터 기준으로 하고 여성은 2025년 6월 30일부터 기준으로 한다.
- 어린이날. 명절에는 앵커 2명 중 1명이 진행한다.

## 기상 캐스터

### 평일
- 박세림 SBS 기상 캐스터

### 토요일
- 임은진 SBS 기상 캐스터

## 코너

### 방영 코너

#### 평일

##### 1부
| 코너명           | 진행자                       |
| ---------------- | ---------------------------- |
| 오늘의 주요 뉴스 | 박찬근 기자, 김가현 아나운서 |
| 날씨             | 박세림 기상 캐스터           |

###### 오늘의 주요 뉴스
헤드라인 코너.

###### 날씨
기상 정보 코너.

##### 2부
| 코너명           | 진행자                           |
| ---------------- | -------------------------------- |
| 오늘의 주요 뉴스 | 박찬근 기자, 김가현 아나운서     |
| 조간 브리핑      | 박찬근 기자, 김가현 아나운서     |
| 실시간 e 뉴스    | 김빅토리아노 연합뉴스TV 아나운서 |
| 친절한 경제      | 박찬근 기자, 한지연 경제부 기자  |
| 생생 지구촌      | 양희연 리포터                    |
| 굿모닝 연예      | 김서영 리포터                    |
| 출근길 교통 상황 | 심효정 리포터                    |
| 뉴스 딱          | 고현준 시사 평론가               |
| SBS 파워 스포츠  | 김예솔 리포터                    |
| 날씨             | 박세림 기상 캐스터               |
| 클로징           | 박찬근 기자, 김가현 아나운서     |

###### 오늘의 주요 뉴스
헤드라인 코너.

###### 조간 브리핑
아침 신문 브리핑 코너.

###### 실시간 e 뉴스
실시간 검색어를 통해 밤사이 들어온 이슈와 세대별 관심 뉴스 등을 짚어보고 오늘에 있을 다양한 일들을 미리 내다보는 코너로 2019년 10월 16일부터 《SBS 오 뉴스》 코너 오 클릭을 모닝 클릭으로 대체하여 신설되었다. 김빅토리아노 연합뉴스TV 아나운서가 진행하며 평일에만 방송된다.

###### 친절한 경제
경제 뉴스 코너. 사공성근 기자, 한지연 경제부 기자가 1:1 대면 형식으로 진행하며 평일에만 방송된다. 일상 생활 속에서 팁이 될 만한 경제 소식을 전해준다. 2014년 7월 21일부터 신설됐으며 1, 2부에서는 친절한 경제로 김현우 정치부 기자, 김범주 사회부 차장이 경제 이슈와 관련해 방송하는 대담 형식으로 3부에서는 친절한 경제 뉴스로 최기환 前 아나운서, 류이라 아나운서, 김범주 사회부 차장이 경제 관련 현안을 나누는 형식으로 방송됐으며 2016년 12월 19일 겨울 개편으로 김범주 사회부 차장이 평일 1, 2부 진행하면서 1, 2부에서만 김범주 사회부 차장이 진행하는 형식으로 방송됐고 2018년 7월 2일부터 여름 개편으로 김범주 사회부 차장이 당시 주말 《SBS 8 뉴스》 진행하게 되면서 평일 남성 앵커, 경제부 기자가 대담하는 형식으로 변경됐다.

###### 생생 지구촌
국제 뉴스 코너. 양희연 리포터가 진행한다.

###### 굿모닝 연예
연예 뉴스 코너. 김서영 리포터가 진행하며 2017년 2월 5일까지는 토요일에도 방송했다.

###### 출근길 교통 상황
네이버에서 출근길 교통 상황을 받아 중계하는 코너. 심효정 리포터가 진행하며 평일에만 방송된다. 이전에는 서울경찰청 교통정보센터에서 진행을 담당했으나 2012년에 폐지됐다가 2021년 3월 22일부터 재신설되면서 SBS 리포터가 네이버에서 출근길 교통 상황을 받아서 진행하는 방식으로 변경됐다.

###### 뉴스 딱
직접 선정한 뉴스를 쉽게 설명해주는 코너. 고현준 시사 평론가가 진행한다.

###### 날씨
기상 정보 코너.

#### 3부
| 코너명                   | 진행자                           |
| ------------------------ | -------------------------------- |
| OP : (오프닝)            | 김주우 아나운서, 최혜림 아나운서 |
| 날 (NA:L)                | 김나한 리포터                    |
| 밀착 카메라 24시         |                                  |
| 수상한 소문              |                                  |
| CCTV로 본 세상           |                                  |
| 전경일 변호사의 몇 대 몇 | 전경일 변호사                    |
| 미스터리 M               |                                  |
| 미스터리 Re부트          |                                  |
| 레알 검증 왕             |                                  |
| MCSI                     |                                  |
| 연예 뉴스                | 유수경 기자                      |
| 이슈 후                  |                                  |
| 쩐 Plus                  |                                  |
| HOT 키워드               |                                  |
| 락킷리스트               |                                  |
| 억울합니다               |                                  |
| 모르면 호구 되는 경제    | 김치형 기자                      |
| 빅데이터 이슈            |                                  |
| 먹자 포구                |                                  |
| 세계는                   |                                  |
| 대한민국 긴급상황        |                                  |
| 썰                       |                                  |
| 1m 밀착프로              |                                  |
| 금모닝 있슈              |                                  |
| 금요탐정 사무소          | 김나한 기자                      |
| 사전의 진상              |                                  |
| 풍문으로 들었소          |                                  |

진행자가 공백인 코너들은 주로 김주우 아나운서와 최혜림 아나운서가 진행한다.

#### 토요일

##### 1부
| 코너명          | 진행자                   |
| --------------- | ------------------------ |
| 오늘의 주요뉴스 | 정구희 기자, 김보미 기자 |
| 날씨            | 임은진 기상 캐스터       |

###### 오늘의 주요 뉴스
헤드라인 코너.

###### 날씨
기상 정보 코너.

##### 2부
| 코너명                  | 진행자                                     |
| ----------------------- | ------------------------------------------ |
| 오늘의 주요 뉴스        | 정구희 기자, 김보미 기자                   |
| 조간 브리핑             | 정구희 기자, 김보미 기자                   |
| 카드로 보는 스브스뉴스  | 김보미 기자                                |
| 생생 지구촌 주간 베스트 | 오지윤 리포터                              |
| 고속도로 교통 상황      | 한국도로공사 교통방송 고속도로 교통 캐스터 |
| 날씨                    | 임은진 기상 캐스터                         |
| 클로징                  | 정구희 기자, 김보미 기자                   |

###### 오늘의 주요뉴스
헤드라인 코너.

###### 조간 브리핑
아침 신문 브리핑 코너.

###### 카드로 보는 스브스뉴스
온라인에 특화된 SNS 형식 카드 뉴스를 스브스 뉴스에 올라온 게시물 위주로 전해주는 코너. 김보미 기자가 진행한다.

###### 생생 지구촌 주간 베스트
국제 뉴스 코너. 오지윤 리포터가 진행한다.

###### 고속도로 교통 상황
고속도로 교통 상황을 중계방송하는 코너. 한국도로공사 교통방송 고속도로 교통 캐스터가 진행하며 《SBS 12 뉴스》, 《SBS 오 뉴스》에서도 공통으로 방송된다. 이전에는 평일에도 방송되었으나 되었다가 2025년 7월 1일부터 주말 한정으로 재신설되었다.

###### 날씨
기상 정보 코너.

## 타이틀 변천사
1991년 12월부터 여러 차례 변화를 거쳐서 시대 흐름에 따라 프로그램 명칭과 형식이 달라졌다.
| 기수 | 프로그램 타이틀                                                              | 방송 기간                          |
| ---- | ---------------------------------------------------------------------------- | ---------------------------------- |
| 1기  | 출발! 서울의 아침                                                            | 1991년 12월 9일 ~ 1994년 1월 30일  |
| 2기  | 평일 : 출발! 서울의 아침 토요일 : 좋은 아침입니다                            | 1994년 1월 31일 ~ 1994년 7월 9일   |
| 3기  | 평일 : 출발! 서울의 아침 토요일 : 좋은 아침입니다 일요일 : 아침은 아름답다!  | 1994년 7월 11일 ~ 1994년 10월 23일 |
| 4기  | 평일 : 생방송 출발 새아침 토요일 : 좋은 아침입니다 일요일 : 아침은 아름답다! | 1994년 10월 24일 ~ 1995년 2월 5일  |
| 5기  | 생방송 출발 새아침                                                           | 1995년 2월 6일 ~ 1995년 4월 15일   |
| 6기  | 출발! 모닝와이드                                                             | 1995년 4월 17일 ~ 2001년 2월 3일   |
| 7기  | 생방송 모닝와이드                                                            | 2001년 2월 5일 ~ 2007년 6월 16일   |
| 8기  | 출발! 모닝와이드                                                             | 2007년 6월 18일 ~ 2012년 10월 27일 |
| 9기  | SBS 모닝와이드                                                               | 2012년 10월 29일 ~ 현재            |

## 제공 시보 [아침 7시]
- 현대전자 멀티미디어의 뉴 프론티어 (1996)
- 현대전자 걸리버 (1997)
- SK 주식회사 [ZIC]
- 자체 시보

## 지역 방송국 프로그램

### 1부

#### 토요일
| 방송 채널 | 방송 권역           | 프로그램               | 방송 시간                               |
| --------- | ------------------- | ---------------------- | --------------------------------------- |
| kbc TV    | 광주광역시 전라남도 | 닥터 365               | 매주 토요일 오전 6시 ~ 오전 6시 5분     |
| kbc TV    | 광주광역시 전라남도 | 싱싱 고향별곡 (재방송) | 매주 토요일 오전 6시 5분 ~ 오전 7시 5분 |

### 2부

#### 평일
- 평일 오전 7시 10분부터 지역 뉴스를 방송·편성한다.
- 2010년대까지는 토요일에도 자체 지역 뉴스를 방송·편성했지만 현재는 방송·편성하지 않는다.
- CJB TV는 목요일부터 금요일에는 지역 뉴스를 방송·편성하지 않고 월요일부터 수요일에 지역 뉴스를 방송·편성한다.

| 방송 채널                               | 방송 권역                          | 프로그램         | 진행자         |
| --------------------------------------- | ---------------------------------- | ---------------- | -------------- |
| G1 TV                                   | 강원특별자치도                     | G1 뉴스라인      | 이가연         |
| TJB TV                                  | 대전광역시 세종특별자치시 충청남도 | TJB 아침뉴스     | 김수영         |
| CJB TV(DMB TV에서는 대전 프로그램 편성) | 충청북도                           | CJB 7 뉴스       | 최지현         |
| TBC TV                                  | 대구광역시 경상북도                | TBC 굿모닝뉴스   | 백승열, 김예은 |
| KNN TV                                  | 부산광역시 경상남도                | KNN 모닝와이드   | 박경익, 임혜림 |
| ubc TV(DMB TV에서는 부산 프로그램 편성) | 울산광역시                         | ubc 모닝와이드   | 이승재         |
| kbc TV                                  | 광주광역시 전라남도                | kbc 모닝와이드   | 강민지         |
| JTV TV(DMB TV에서는 광주 프로그램 편성) | 전북특별자치도                     | JTV 아침뉴스     | 박주은         |
| JIBS TV                                 | 제주특별자치도                     | JIBS 뉴스 (아침) | 신유정         |

#### 토요일
| 방송 채널 | 방송 권역           | 프로그램               | 방송 시간                                |
| --------- | ------------------- | ---------------------- | ---------------------------------------- |
| kbc TV    | 광주광역시 전라남도 | 싱싱 고향별곡 (재방송) | 매주 토요일 오전 6시 5분 ~ 오전 7시 5분  |
| kbc TV    | 광주광역시 전라남도 | 닥터 365               | 매주 토요일 오전 7시 5분 ~ 오전 7시 10분 |

### 3부
| 방송 채널 | 방송 권역           | 프로그램        | 방송 시간                                                                              |
| --------- | ------------------- | --------------- | -------------------------------------------------------------------------------------- |
| KNN TV    | 부산광역시 경상남도 | 굿모닝 투데이   | 매주 월요일 오전 7시 40분 ~ 오전 8시 5분 화요일 ~ 금요일 오전 7시 40분 ~ 오전 8시 15분 |
| KNN TV    | 부산광역시 경상남도 | 모닝플러스      | 매주 월요일 오전 8시 5분 ~ 오전 8시 30분 화요일 ~ 금요일 오전 8시 15분 ~ 오전 8시 40분 |
| KNN TV    | 부산광역시 경상남도 | 숨은 그림 찾기  | 매주 월요일 오전 8시 30분 ~ 오전 8시 40분                                              |
| ubc TV    | 울산광역시          | 네모세모 베스트 | 매주 금요일 오전 7시 40분 ~ 오전 8시 40분                                              |
| CJB TV    | 충청북도            | CJB 7 뉴스      | 매주 목요일 ~ 금요일 오전 7시 40분 ~ 오전 8시                                          |
| CJB TV    | 충청북도            | CJB 모닝와이드  | 매주 목요일 ~ 금요일 오전 8시 ~ 오전 8시 40분                                          |

| 방송 채널 | 방송 권역                          | 월요일 | 화요일 | 수요일 | 목요일 | 금요일 |
| --------- | ---------------------------------- | ------ | ------ | ------ | ------ | ------ |
| G1 TV     | 강원특별자치도                     | O      | O      | O      | O      | O      |
| TJB TV    | 대전광역시 세종특별자치시 충청남도 | O      | O      | O      | O      | O      |
| CJB TV    | 충청북도                           | O      | O      | O      | X      | X      |
| KNN TV    | 부산광역시 경상남도                | X      | X      | X      | X      | X      |
| ubc TV    | 울산광역시                         | O      | O      | O      | O      | X      |
| TBC TV    | 대구광역시 경상북도                | O      | O      | O      | O      | O      |
| kbc TV    | 광주광역시 전라남도                | O      | O      | O      | O      | O      |
| JTV TV    | 전북특별자치도                     | O      | O      | O      | O      | O      |
| JIBS TV   | 제주특별자치도                     | O      | O      | O      | O      | O      |

## 편성 변경
- 2023년 11월 2일 : 2부 - 오전 7시 35분까지 5분 단축 편성 / 3부 - 《창사 특집 SBS D포럼 2023》 편성으로 인해 오전 7시 35분부터 편성·5분 단축 편성
- 2024년 6월 3일 : 3부 - 《2024 US 여자 오픈 골프 FR》 중계방송으로 인해 오전 8시 10분부터 30분 단축 편성
- 2024년 7월 29일 ~ 2024년 8월 9일 : 2부 - 《2024 파리 올림픽 하이라이트》 편성으로 인해 오전 7시 30분까지 10분 단축 편성
- 2024년 8월 5일 ~ 2024년 8월 9일 : 3부 - 《2024 파리 올림픽 하이라이트》 편성으로 인해 오전 8시 15분으로 편성 변경·20분 단축 편성
- 2024년 8월 12일 : 2부 - 오전 7시부터 35분 단축 편성
- 2024년 11월 6일 : 2부 - 오전 7시까지 10분 단축 편성 / 3부 - 《2024 미국의 선택 1부》 편성으로 인해 오전 7시 30분으로 편성 변경
- 2024년 11월 12일 : 2부 - 오전 7시 35분까지 5분 단축 편성 / 3부 - 《창사 특집 SBS D포럼 2024》 편성으로 인해 7시 35분부터 편성·5분 단축 편성
- 2025년 4월 24일 - 3부 - 《SBS X 그랜드 퀘스트》 편성으로 인해 오전 8시 30분까지 10분 단축 편성

## 결방
일부 US 오픈 골프 생중계 및 올림픽과 FIFA 월드컵, 중대한 사건, 사고의 뉴스특보로 결방될 수 있다.
- 2023년 7월 10일 : 《2023 US 여자 오픈 골프 FR》 중계방송으로 인해 결방
- 2023년 8월 10일 : 3부 - 태풍 카눈 관련 뉴스특보 편성으로 인해 결방
- 2024년 6월 3일 : 1, 2부 - 《2024 US 여자 오픈 골프 FR》 중계방송으로 인해 결방
- 2024년 7월 29일 ~ 2024년 8월 2일 : 3부 - 《2024 파리 올림픽 하이라이트》 편성으로 인해 결방
- 2024년 8월 12일 : 1부 - 《2024 파리 올림픽 폐회식》 편성으로 인해 결방
- 2025년 4월 4일 : 3부 - 윤석열 대통령 탄핵 심판 관련 뉴스특보 편성으로 인해 결방

## 경쟁 프로그램
- KBS 뉴스광장 (KBS 1TV)
- KBS 아침뉴스타임 (KBS 2TV)
- 굿모닝 대한민국 (KBS 2TV)
- MBC 뉴스투데이 (MBC TV)
- 생방송 오늘아침 (MBC TV)
- 아침마당 (KBS 1TV)
- 아침& (JTBC)
- 굿모닝 MBN (MBN)
- TV조선 뉴스퍼레이드 (TV조선)
- 굿모닝 정보세상 (TV조선)
- 행복한 아침 (채널A)
- YTN 뉴스START (YTN)
- 뉴스오늘 (연합뉴스TV)
- 출발 600 (연합뉴스TV)